# ルドロジー
ルドロジー（Ludology）とは、Ludus（遊び/ゲーム）を研究する学問分野のこと。現在では、主にコンピュータ・ゲーム研究の中でも、コンピュータ・ゲーム自体のメディア特性に着目した研究のことを指す。（ゲーム研究の記事も参照）

## 歴史
ホイジンガの『ホモ・ルーデンス』、ロジェ・カイヨワ『遊びと人間』などが20世紀中盤までの主な古典。
日本では、1950年代に一度この呼称が提案されたが特に大きく展開することがなかった。だが、90年代末より欧米圏でコンピュータ・ゲームの研究を行おうという研究者を中心に、「ルドロジーludology」の呼称が使われはじめ、2003年にはコンピュータ・ゲームの国際学会DiGRA (Digital Games Research Association)が立ち上がった。日本では、DiGRA JAPANは2006年ごろに立ち上がった。DiGRAではルドロジーに関わらずコンピュータ・ゲームに関わる多種多様な研究を扱っており、2年に一度の国際学会を開催。2007年には日本で国際学会が開かれた。
コンピュータ・ゲーム研究者の中にも、文学理論的なアプローチからの研究、児童への影響といった点を問題にする社会心理学的研究、仮想社会におけるコミュニケーション研究など様々なアプローチからの研究があるが、既存の学問分野の方法論からコンピュータ・ゲームについて研究するのではなく、コンピュータ・ゲーム自体の特性に強く着目した研究アプローチのことをルドロジーと呼ぶ傾向が強い。

## 主な研究者
海外では、Gonzalo Frasca,Zimmerman,Jesper Juul、日本では伊藤憲二、井上明人などがいる。やや広く範囲を広く取れば東浩紀、『ゲーム的リアリズムの誕生』などもこれに入る。また、『パックマン』の開発者として知られる岩谷徹も、DiGRAの理事として研究活動を行っている。